# 육포
육포(肉脯, beef jerky)는 쇠고기를 얇게 저미어 말린 음식으로, 장류를 이용하여 양념을 하는 것이 특징이다. 포(脯) 종류의 음식은 삼국 시대에서부터 발달된 것으로 알려져 있으며, 육포가 처음 만들어진 시기도 그 즈음이라 추측된다.

## 사용
육포는 주로 후식으로 먹거나 반찬, 안주로 활용한다. 또한 폐백을 할 때도 쓰이며 제사를 지낼 때 제삿상에 흔히 올리는 음식이기도 하다.

## 같이 보기
- 포
- 어포
- 쇠고기
- 쥐포
- 고기